# Linospadix microcaryus
Linospadix microcaryus är en enhjärtbladig växtart som först beskrevs av Karel Domin, och fick sitt nu gällande namn av Karl Ewald Maximilian Burret. Linospadix microcaryus ingår i släktet Linospadix och familjen Arecaceae. Inga underarter finns listade i Catalogue of Life.